# Brameloup
Brameloup est une station de sports d'hiver du Massif central située en Aveyron (département). 

## Géographie
La station se situe en Aveyron dans le massif de l'Aubrac. Elle s'étend de 1 200 mètres à 1 388 mètres d'altitude (Suc de Born) sur les communes de Saint-Chély-d'Aubrac et Prades-d'Aubrac. 

## Station de sports d'hiver
Le domaine compte 8 pistes de ski alpin dont 4 vertes, une bleue et 3 rouges. 
Il y a également 3 pistes de ski de fond reliées au domaine nordique de l'Espace Aubrac.

## Station de sports d'été
L'été, on y pratique le VTT, la pêche, la randonnée et l'équitation.

## Photos

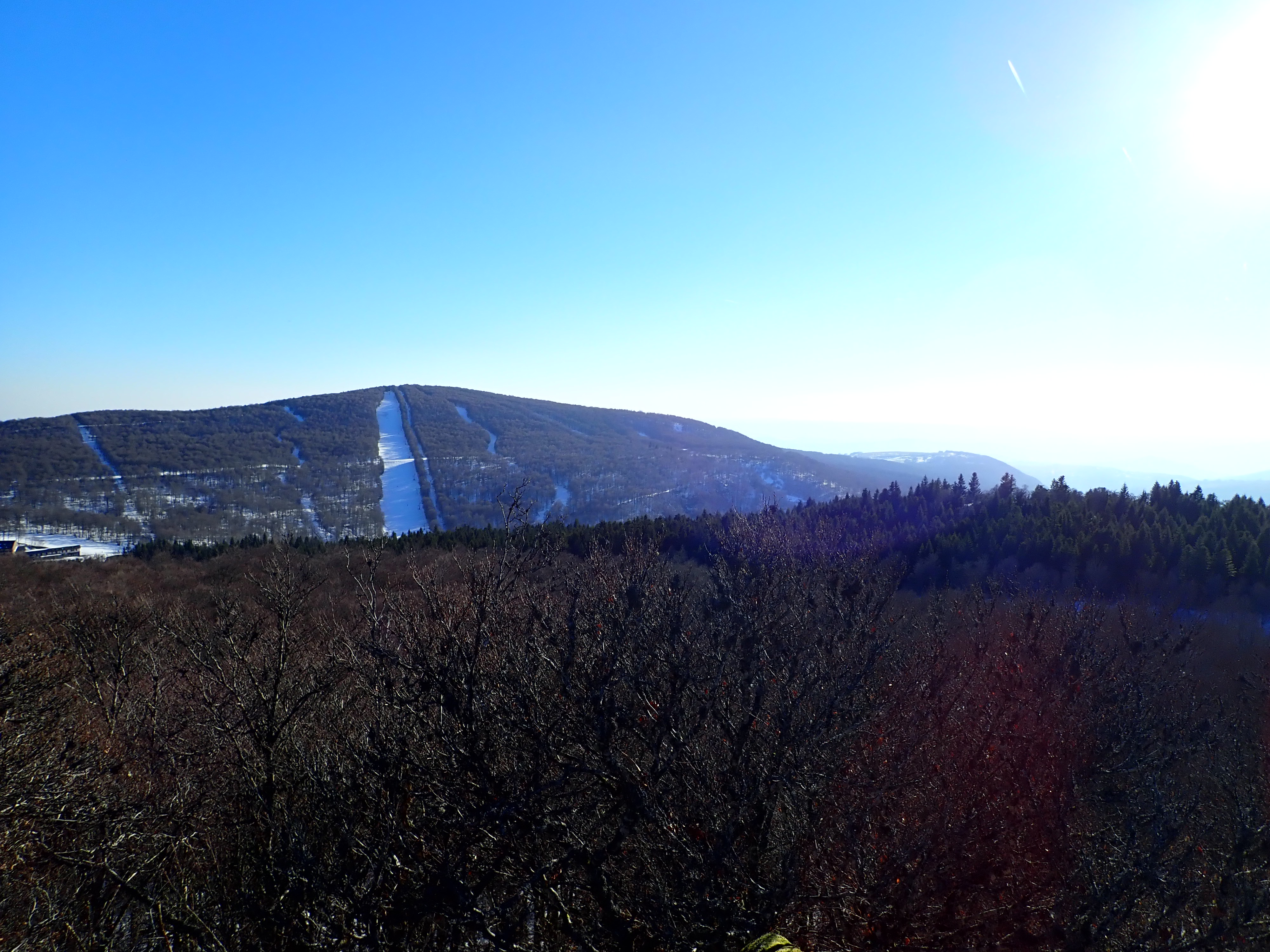
Pistes de ski alpin sur la face nord du suc de Born (1385 m)
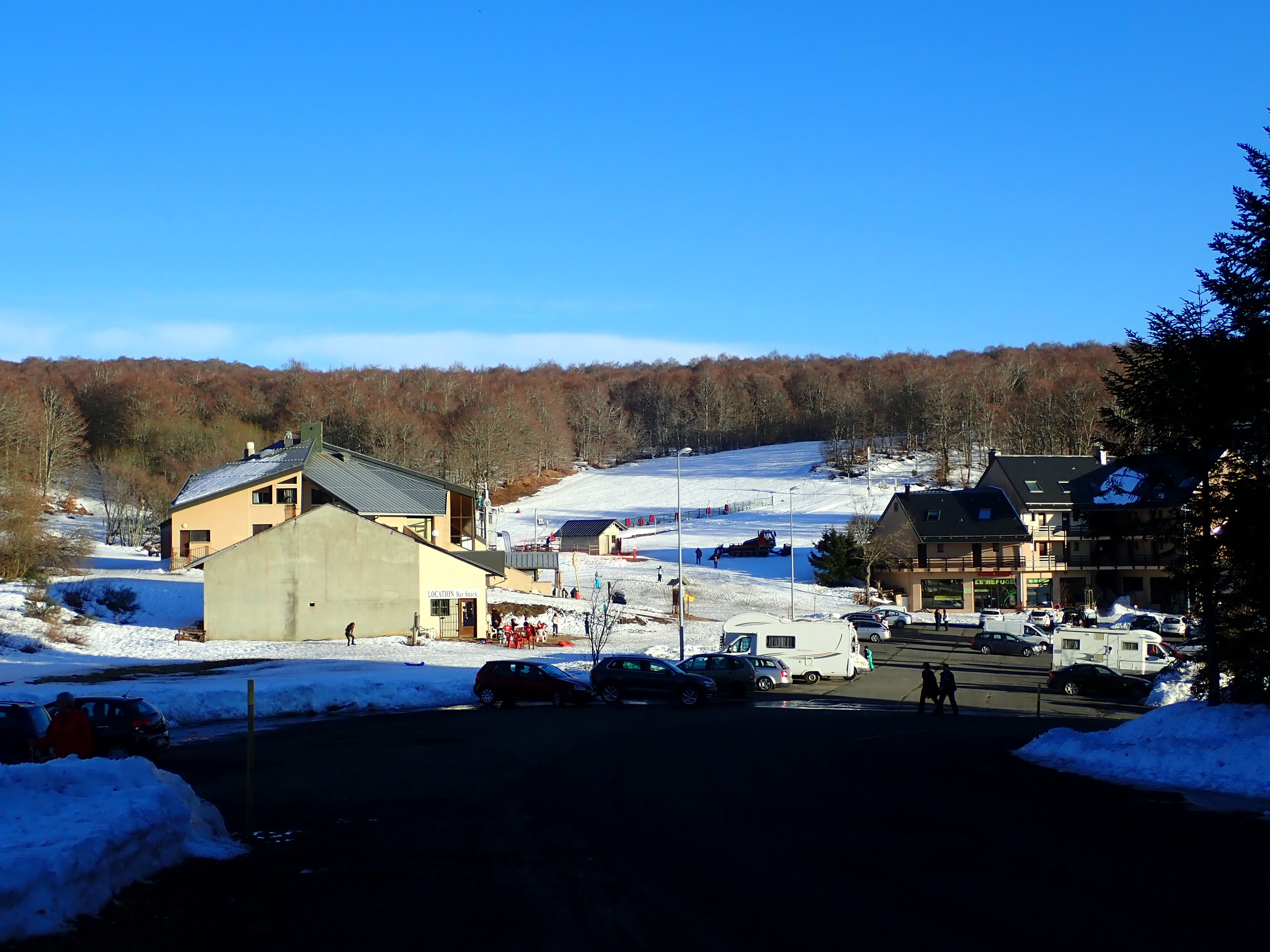
Bas des pistes.